# زابووچیه (شهرستان کووزکو)
زابووچیه (به لهستانی:  Zabłocie) یک روستا در لهستان است که در گمینا بستژتسا کووزکا واقع شده‌است. زابووچیه ۱۸۰ نفر جمعیت دارد.